# Genfer Schule (Linguistik)

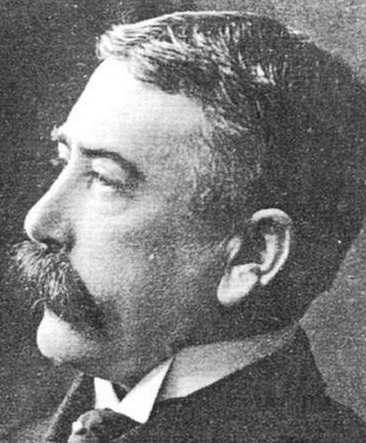
Ferdinand de Saussures

Mit Genfer Schule wird eine Richtung des Strukturalismus in der Sprachwissenschaft bezeichnet. Sie bestand insbesondere aus Schülern und Nachfolgern Ferdinand de Saussures. Der Linguistenkreis, der sich anfangs auch Cercle F. de Saussure und seit 1941 CFS nannte, bemühte sich um eine Klärung der von Saussure verwendeten Begriffe. 
Vertreter sind u. a. seine Nachfolger im Amt Charles Bally und Albert Sechehaye, der Saussures Cours de linguistique générale postum herausgab, sowie Karcevski und Frei. 
Hervorgehoben werden von der Genfer Schule folgende Aspekte: Nach der Theorie der Aktualisierung von Bally wird das Sprechen (parole) als Übertragung virtueller Begriffe in reale Ausdrücke durch Aktualisierung gesehen. Die Ansichten von Bally über das Syntagma und die Theorie der funktionalen Transposition (Änderung der grammatischen Funktion bei gleichbleibender lexikalischer Bedeutung) werden betont. 
Eine „wirkliche Weiterentwicklung“ des Strukturalismus soll in der Genfer Schule nicht stattgefunden haben.